# Pontoetoe
Pontoetoe es una pequeña villa en la zona sur-centro de Surinam. Pontoetoe se encuentra en el distrito de Sipaliwini. 
La pequeña Paloemeuvliegveld se encuentra en las cercanías de esta villa.
Pontoetoe se encuentra enclavada en la espesura de la selva amazónica, y su población es mayormente indígena.